# Lotnik (czasopismo)
Lotnik – organ prasowy Związku Lotników Polskich, który ukazywał się w latach 1924–1931. Ilustrowane czasopismo poświęcone zagadnieniom związanym z lotnictwem w Polsce i za granicą.

## Historia
Poznański Związek Lotników Polskich w 1924 roku powołał do życia komitet, którego celem była organizacja czasopisma poświęconego popularyzacji działalności związku i będącego zarazem jego organem prasowym. Na czele komitetu oraz pierwszym redaktorem naczelnym został Zdzisław Marynowski. Podczas swojego drugiego walnego zgromadzenia, członkowie związku otrzymali pierwszy numer dwutygodnika „Lotnik” z datą wydania 15 lutego 1924 r. Drukiem czasopisma zajęła się Drukarnia Polska z Poznania. W połowie tego samego roku nastąpiła zmiana na stanowisku redaktora naczelnego, którym został Bolesław Ostrowski. W skład redakcji weszli między innymi inżynier Piotr Tułacz, inżynier Gustaw Andrzej Mokrzycki, redaktor Zdzisław Marynowski oraz prezes Związku Lotników Polskich porucznik pilot Czesław Wawrzyniak. Wśród autorów artykułów zamieszczanych na łamach "Lotnika" można było znaleźć Jerzego Rudlickiego, Janusza Meissnera, Tadeusza Pruszkowskiego, Witolda Rumbowicza. 3 grudnia 1925 roku „Lotnik” zorganizował w Poznaniu I Zjazd Polskiej Prasy Lotniczej, w której obok organizatora uczestniczyli również redaktorzy naczelni czasopism „Lot Polski”, „Młody Lotnik” oraz „Wiadomości LOPP”. Jednym z postanowień zjazdu była uchwała mająca zobligować czasopisma lotnicze w Polsce do prowadzenia kampanii na rzecz utworzenia w Ministerstwie Komunikacji podsekretariatu stanu do spraw lotnictwa. Od 1926 roku „Lotnik” wydawany był przez drukarnię będącą jego własnością. W latach 1926 do 1928 nakład czasopisma wahał się w granicach od 21 tys. do 25 tys. egzemplarzy oraz 1200 sztuk, które przeznaczone były za granicę. Rozpoczynający się w 1929 roku kryzys gospodarczy odbił się również na kondycji czasopisma i samego związku, który został zreorganizowany i kontynuował działalność jako Wielkopolski Klub Lotników. „Lotnik” pozostał organem prasowym Klubu Lotnika a jego redaktorem naczelnym został Edmund Hołodyński. W 1931 roku Wielkopolski Klub Lotnika połączył się z Poznańskim Aeroklubem Akademickim tworząc Aeroklub Poznański. „Lotnik” będący czasopismem Klubu przestał mieć rację bytu i wydawnictwo zostało przekształcone w tytuł „Sport Motorowy”, w którym tematyka lotnicza stanowiła marginalną część. W 1931 roku również „Sport Motorowy” przestał się ukazywać.